# Ghislaine Royer-Souef

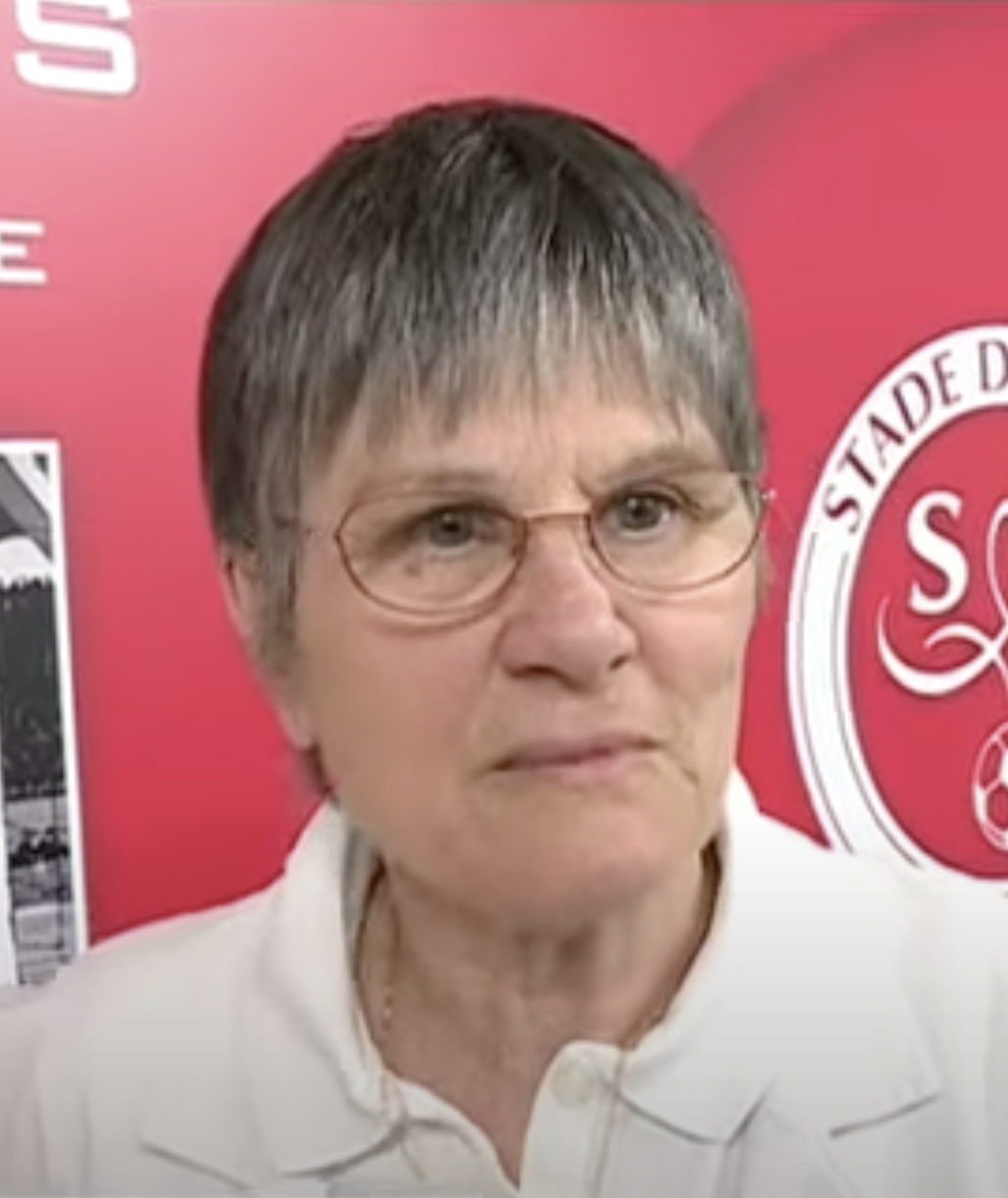
Ghislaine Royer-Souef, 2018

Ghislaine Royer-Souef (* 15. Januar 1953 in Reims) ist eine ehemalige französische Fußballspielerin.

## Vereinskarriere
Ghislaine Royer begann als Mädchen in den 1960er Jahren auf Bolz- und Sportplätzen mit Jungen zusammen Fußball zu spielen. Ihre Brüder nahmen sie, eigener Aussage zufolge, regelmäßig mit, „weil sie ein Ballmädchen brauchten“. Daraus erwuchs ihr Interesse, auch selbst zu spielen, wenngleich sie dabei Widerstände zu überwinden hatte: „Als Mädchen war das damals nicht einfach. Wir mussten uns viel anhören, aber wir ließen uns davon nicht beirren“. Als Pierre Geoffroy, ein Redakteur der regionalen Tageszeitung L’Union, 1968 in Reims erstmals nach dem Zweiten Weltkrieg ein Frauenfußballspiel organisierte, folgte sie dem öffentlichen Aufruf, meldete sich an und wurde schließlich ausgewählt. Die auch später meist „Gigi“ genannte 15-Jährige agierte in dem dann vor rund 6.000 Zuschauern gegen eine Frauenelf aus Valenciennes ausgetragenen Spiel auf der Position der Torfrau. Gemeinsam mit etlichen ihrer Mitspielerinnen trat sie dem kurz danach gegründeten Football Club Féminin de Reims bei, der um den Jahreswechsel 1969/1970 als autonome Abteilung von Stade Reims aufgenommen wurde. Im März 1970 legalisierte der französische Fußballverband FFF den Frauenfußball. Für Stade Reims spielte sie bis 1979, allerdings ab 1972 – dann ersetzte Marie-Louise Butzig die nur 1,50 m kleine Ghislaine Royer – nicht mehr im Tor, sondern als Abwehrspielerin. Unterbrochen wurde die Vereinszugehörigkeit nur durch einen mehrmonatigen Abstecher nach Italien, wo es 1973 zur Einführung einer professionellen Frauenliga gekommen war, der auch ihr dortiger Klub Lazio Rom angehörte. Bereits 1971 war sie zudem zur Nationalspielerin geworden (siehe unten).

Trainiert wurde die Frauschaft von Stade Reims von Anfang an von Pierre Geoffroy, der ab 1970 zugleich auch Nationaltrainer war. Die Reimserinnen waren während Royer-Souefs Karriere der mit Abstand stärkste Verein Frankreichs, dessen Frauenteam bis September 1975 im eigenen Land unbesiegt blieb. Als der Landesverband 1974/75 eine landesweite Meisterschaft einführte, gewann Ghislaine Royer-Souef mit den Rémoises die ersten drei Titel bis 1977 und stand auch 1978 und 1979 jeweils im Endspiel. Darin unterlag Reims ihren zu dieser Zeit stärksten Konkurrentinnen von der nordfranzösischen AS Étrœungt jeweils. Obwohl sie danach nicht mehr regelmäßig am Spielbetrieb teilnahm, sprang sie gelegentlich bei Freundschaftsspielen noch für die Rot-Weißen aus der Champagne ein, wozu beitrug, dass sie den Trainer Jean-Jacques Souef geheiratet hatte, der ab 1981 Nachfolger von Geoffroy geworden war. Bis Mitte der 1980er Jahre reiste sie auf den ausgedehnten Tourneen mit, die Stades Frauen bis nach Asien, Mittel- und Nordamerika führten. Royer-Souef bewertete gerade auch diese Reisen später mit den Worten:

„Wir brauchten den gesamten Urlaub für den Fussball. [Aber dadurch] hatten wir die einmalige Chance, die Welt zu sehen. 1971 spielten wir im Azteken-Stadion in Mexiko vor 60.000 Zuschauern. 1978 reisten wir nach Chinese Taipei, 1970 in die USA und nach Kanada, 1974 nach Westindien und 1984 nach Indonesien.“

Ghislaine Royer-Souef ist dem Fußball bis ins 21. Jahrhundert eng verbunden. So ist sie regelmäßig im Stade Auguste-Delaune anzutreffen, wenn die Reimser Männermannschaft ihre Spiele bestreitet. Zudem unterhält sie zu ihren früheren Mitspielerinnen regen Kontakt: „Wir treffen uns ab und an … und schwelgen dann gerne in alten Erinnerungen.“ Darüber hinaus nimmt sie gelegentlich – zuletzt 2010 – an freundschaftlichen Spielen im Kreise ehemaliger Nationalmannschaftskolleginnen teil.

## In der Nationalelf
Ghislaine Royer-Souef hat zwischen November 1971 und Mai 1976 sechs von der FFF als offiziell anerkannte A-Länderspiele für Frankreich absolviert. Bei ihrem Debüt gegen Italien wurde sie auf der Linksaußenposition aufgestellt, danach wie im Verein als Verteidigerin. Ein Treffer ist ihr im Nationaldress nicht gelungen, dafür unterlief ihr bei ihrem letzten Spiel in diesem Kreis, einem 1:2 gegen Belgien, ein Eigentor.
Darüber hinaus war sie aber auch vorher schon in einigen „wilden Spielen“ berücksichtigt worden, in denen während dieser „Kinderjahre des Frauenfußballs“ die Vereinself von Stade Reims, verstärkt durch wenige Spielerinnen anderer Klubs, Frankreich repräsentierte, so beispielsweise bei einem 0:2 gegen eine italienische Auswahl im September 1970. Ebenso gehörte sie zum französischen Aufgebot für das heutzutage von der FIFA als weltweit erstes offizielles Frauenländerspiel anerkannte Match Frankreichs gegen die Niederlande im April 1971. In dieser mit 4:0 gewonnenen Begegnung, durch die die Französinnen sich für die Teilnahme an der zweiten (inoffiziellen) Frauenweltmeisterschaft in Mexiko im Spätsommer desselben Jahres qualifizierten, wurde Royer-Souef während des Spiels eingewechselt und reiste dann auch zusammen mit 16 anderen Spielerinnen zu dem WM-Endrundenturnier. Ob sie dort in allen drei Partien zum Einsatz kam, ist aus der verwendeten Literatur nicht zu ermitteln. Dokumentiert ist aber, dass sie im Platzierungsmatch um den fünften Rang gegen England in Guadalajara den spielentscheidenden Treffer zum französischen 3:2-Sieg erzielte.

## Palmarès
- Französische Meisterin: 1975, 1976, 1977
- 6 A-Länderspiele für Frankreich, Teilnehmerin an der inoffiziellen WM 1971